# Sonatas para piano (Beethoven)

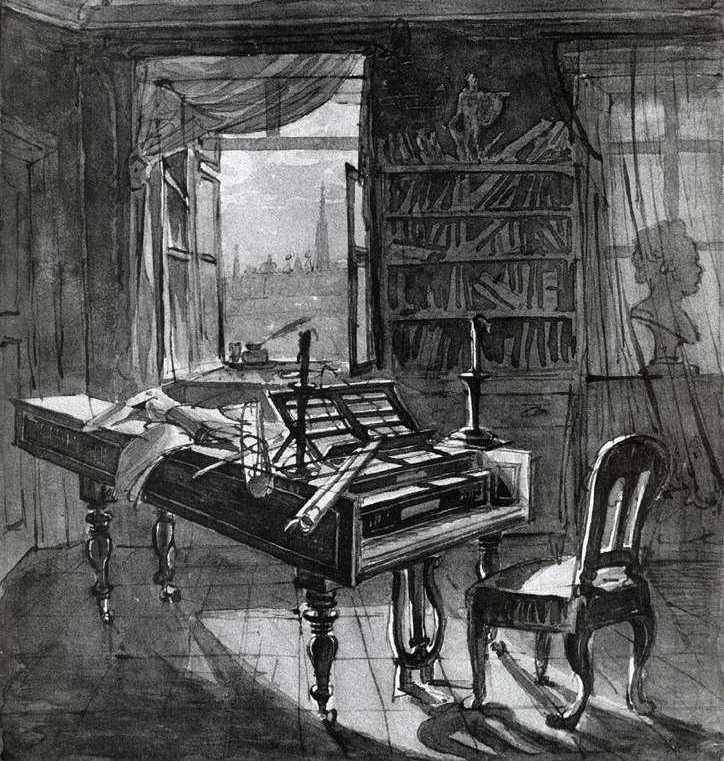
Habitación de trabajo de Beethoven en 1827

Ludwig van Beethoven escribió 32 sonatas para piano entre 1795 y 1822. (También escribió tres sonatas juveniles a la edad de 13 años  y una sonata inacabada, la WoO. 51) Aunque originalmente no pretendían ser un todo significativo, como conjunto comprenden una de las colecciones de obras más importantes de la historia de la música.  Hans von Bülow las llamó "El Nuevo Testamento" de la literatura para piano (El clave bien temperado y el resto de obras para teclado de Johann Sebastian Bach lo consideraba "El Antiguo Testamento "). 
Las sonatas para piano de Beethoven llegaron a ser vistas como el primer ciclo de piezas importantes para piano adecuadas para la interpretación pública y privada.  Forman "un puente entre los mundos del salón y la sala de conciertos".  El primero que las interpretó todas en un solo ciclo de conciertos fue Hans von Bülow y la primera grabación completa es la de Artur Schnabel para el sello His Master's Voice.

## Lista de las sonatas

### Obras de juventud
Las tres primeras sonatas, escritas entre 1782 y 1783, no suelen reconocerse como parte del conjunto completo de sonatas para piano porque Beethoven tenía 13 años cuando se publicaron. 
- WoO 47: Tres sonatas para piano (compuestas entre 1782 y 1783, publicadas en 1783)
  1. Sonata para piano en mi bemol mayor
  2. Sonata para piano en fa menor
  3. Sonata para piano en re mayor

### Primeras sonatas
Las primeras sonatas de Beethoven estaban muy influenciadas por las de Haydn y Mozart. Las Sonatas para piano números 1, 2, 3, 4, 7, 11, 12, 13 y 15 tienen cuatro movimientos, lo que se salía del canon y era bastante poco común en su época.
- Opus 2: Tres sonatas para piano (1795)
  1. Sonata para piano n.° 1 en fa menor
  2. Sonata para piano n.° 2 en la mayor
  3. Sonata para piano n.° 3 en do mayor
- Opus 49: Dos sonatas para piano (compuestas entre 1795 – 6, publicadas en 1805)

1. Sonata para piano n.° 19 en sol menor
2. Sonata para piano n.° 20 en sol mayor

- Opus 7: Sonata para piano n.º 4 en mi bemol mayor ("Gran Sonata") (1797)
- Opus 10: Tres sonatas para piano (1798)
  1. Sonata para piano n.° 5 en do menor
  2. Sonata para piano n.° 6 en fa mayor
  3. Sonata para piano n.º 7 en re mayor
- Opus 13: Sonata para piano n.º 8 en do menor ("Pathétique") (1798)
- Opus 14: Dos sonatas para piano (1799)
  1. Sonata para piano n.º 9 en mi mayor (también arreglada por el compositor para Cuarteto de cuerda en fa mayor (H 34) en 1801)
  2. Sonata para piano n.° 10 en sol mayor
- Opus 22: Sonata para piano n.º 11 en si bemol mayor (1800)
- Opus 26: Sonata para piano n.° 12 en la bemol mayor (1801)
- Opus 27: Dos sonatas para piano (1801)
  1. Sonata para piano n.° 13 en mi bemol mayor 'Sonata quasi una fantasia'
  2. Sonata para piano n.° 14 en do sostenido menor 'Sonata quasi una fantasia' ("Claro de luna")
- Opus 28: Sonata para piano n.º 15 en re mayor ("Pastoral") (1801)

### Sonatas medias
Después de escribir sus primeras 15 sonatas, Beethoven escribió a Wenzel Krumpholz: "A partir de ahora voy a emprender un nuevo camino". Las sonatas de Beethoven de este período son muy diferentes de las anteriores. Su experimentación con modificaciones de la sonata fijada por Haydn y Mozart se volvió más atrevida, al igual que la profundidad de la expresión y la libertad formal. 
La mayoría de las sonatas del período romántico estuvieron muy influenciadas por las de Beethoven. Después de su vigésima sonata, publicada en 1805, Beethoven dejó de publicar sonatas en conjuntos y publicó todas sus sonatas posteriores, cada una como una sola obra. No está claro por qué lo hizo.
- Opus 31: Tres sonatas para piano (1802)

1. Sonata para piano n.° 16 en sol mayor
2. Sonata para piano n.° 17 en re menor ("Tempestad")
3. Sonata para piano n.º 18 en mi bemol mayor ("La caza")

- Opus 49: Sonatas para piano núms. 19 y 20 (Leichte Sonaten ) (1805)
- Opus 53: Sonata para piano n.º 21 en do mayor ("Waldstein") (1804)
  - WoO 57: Andante favori - Movimiento medio original de la sonata "Waldstein" (1804)
- Opus 54: Sonata para piano n.° 22 en fa mayor (1804)
- Opus 57: Sonata para piano n.º 23 en fa menor ("Appassionata") (1805)

- Opus 78: Sonata para piano n.º 24 en fa sostenido mayor ("A Thérèse") (1809)
- Opus 79: Sonata para piano n.º 25 en sol mayor ("Cuco") (1809)
- Opus 81a: Sonata para piano n.º 26 en mi bemol mayor ("Les adieux/Das Lebewohl") (1810)

- Opus 90: Sonata para piano n.º 27 en mi menor (1814)

### Sonatas tardías
Las últimas sonatas de Beethoven fueron algunas de sus obras más difíciles y forman parte del repertorio más difícil todavía en la actualidad. Una vez más, su música encontró un nuevo camino, incorporando a menudo la técnica de la fuga y mostrando un alejamiento radical de la forma de sonata convencional. La " Hammerklavier " fue considerada la sonata más difícil de Beethoven hasta el momento. De hecho, se consideró imposible de interpretar hasta casi 15 años después, cuando Liszt la tocó en un concierto.
- Opus 101: Sonata para piano n.º 28 en la mayor (1816)
- Opus 106: Sonata para piano n.° 29 en si bemol mayor ("Hammerklavier") (1818)
- Opus 109: Sonata para piano n.º 30 en mi mayor (1820)
- Opus 110: Sonata para piano n.° 31 en la bemol mayor (1821)
- Opus 111: Sonata para piano n.° 32 en do menor (1822)

## Interpretaciones y grabaciones
En un solo ciclo de conciertos, Hans von Bülow interpretó por primera vez las 32 sonatas completas.  Varios pianistas han emulado esta hazaña después, incluido Artur Schnabel (el primero desde Bülow en tocar el ciclo completo en concierto de memoria), Roger Woodward,  Rudolf Buchbinder y Michael Houstoun, quien ha interpretado el ciclo completo dos veces; primero a la edad de 40 años y luego 20 años después, en 2013.  Claudio Arrau interpretó el ciclo en varias ocasiones. Eduardo del Pueyo especialista consumado en estas obras también tocó el ciclo varias veces.
El primer pianista que realizó una grabación completa fue Artur Schnabel, quien las grabó para el sello discográfico británico His Master's Voice (HMV) entre 1932 y 1935.    Otros pianistas que han realizado grabaciones completas incluyen a Wilhelm Kempff, Claudio Arrau,  Annie Fischer, Paul Lewis, Daniel Barenboim, Jean-Efflam Bavouzet, Mari Kodama, Alfred Brendel, Vladimir Ashkenazy, Maurizio Pollini, Richard Goode, Stephen Kovacevich, András Schiff, Igor Levit, Antón Kuerti, Eduardo del Pueyo, Konstantin Scherbakov, Boris Giltburg, Fazıl Say, Jenő Jandó y otros.